# كينيث ميلر ادامز
كينيث ميلر ادامز (بالإنجليزية: Kenneth Miller Adams)‏ (و. 1897 – 1966 م) هو فنان، ورسام من الولايات المتحدة الأمريكية .

## التعليم
تعلم في جامعة نيومكسيكو.